# Szabó Dezső (atléta, 1967)
Szabó Dezső (Budapest, 1967. szeptember 4. –) Európa-bajnoki ezüstérmes magyar atléta.

## Pályafutása
Az egykori tízpróbázó pályafutása során két olimpián (1988, 1992) vett részt. Barcelonában az 1500 méteren mutatott teljesítményének köszönhetően negyedik helyen zárta az összetett versenyszámot, Szöulban tizenharmadik lett. 1989-ben bronzérmet szerzett a duisburgi universiádén, egy évvel később Splitben pedig második volt a szabadtéri Eb-n és a legendás götzisi versenyen is. 1994-ben nyolcadik, négy évvel később hazai közönség előtt hetedik volt a tízpróbázók versenyében az Európa-bajnokságon. 
Fedett pályán hétpróbában világbajnokságról a legjobb eredményének az 1999-es hetedik helyezése számít, egy évvel korábban 6249 pontos teljesítménnyel ezüstérmes volt az Európa-bajnokságon.